# James Addison Reavis
James Addison Reavis (Contea di Henry, 10 maggio 1843 – Denver, 27 novembre 1914) è stato un truffatore statunitense.

## Biografia
Addison Reavis fu il sedicente barone di Arizona col titolo ufficiale di Baron de Arizonac y Caballero de los Colorados. Si trattò di una truffa che Reavis ideò e perpetrò a carico degli Stati Uniti d'America e dello Stato dell'Arizona.
Nel 1881 si presentò alle autorità della città di Phoenix, Arizona, per rivendicare i suoi diritti legali ed essere ricompensato per la presenza di abusivi sulle sue terre. Rivendicò la proprietà  di tutti i territori di una zona vasta quattro milioni e trecentomila ettari (come l'Emilia Romagna e la Toscana messe insieme), che comprendeva la città di Phoenix, le ricche miniere Silver King, un vasto tratto della ferrovia Southern Pacific e molte stazioni della West Cargo Express. James Addison Reavis possedeva una solida documentazione che dimostrava come fosse il legittimo proprietario delle terre da lui reclamate; terre apparentemente donate dalla corte di Spagna ad un parente di re Ferdinando I e poi, a seguito di varie traversie, giunte in mano ad Addison Reavis. In base al trattato di Guadalupe Hidalgo del 1854, tra Stati Uniti e Messico, che regolava l'acquisto dell'Arizona da parte degli Stati Uniti, il governo americano si impegnava formalmente a riconoscere tutti gli atti di proprietà privata preesistenti, ivi comprese le donazioni con cui la Corona di Spagna aveva a suo tempo ricompensato i suoi sudditi favoriti. Gli avvocati dello Stato dovettero concludere che le richieste del Barone erano legali, e Addison Reavis visse da re per dieci anni, con una rendita di circa 300 000 dollari l'anno, cifra alta anche oggi, ma allora inimmaginabile.
Con l'ausilio delle neonate tecniche fotografiche (la così detta "fotografia a luce radente") il neonato Tribunale degli Stati Uniti per i diritti sulla Proprietà Terriera Privata riuscì a fare luce sul malfatto: tutti i documenti erano stati falsificati con cancellature e sostituzioni di parole, inventando titoli, contraffacendo firme. Un'operazione che aveva impegnato il truffatore per ben venti anni di lavoro preparatorio. Nel 1895 Reavis venne processato, ma aveva sperperato tutto il patrimonio accumulato in quattordici anni e non poté nemmeno permettersi un avvocato. Fu condannato a soli sei anni di reclusione.